# Fortifications tchécoslovaques

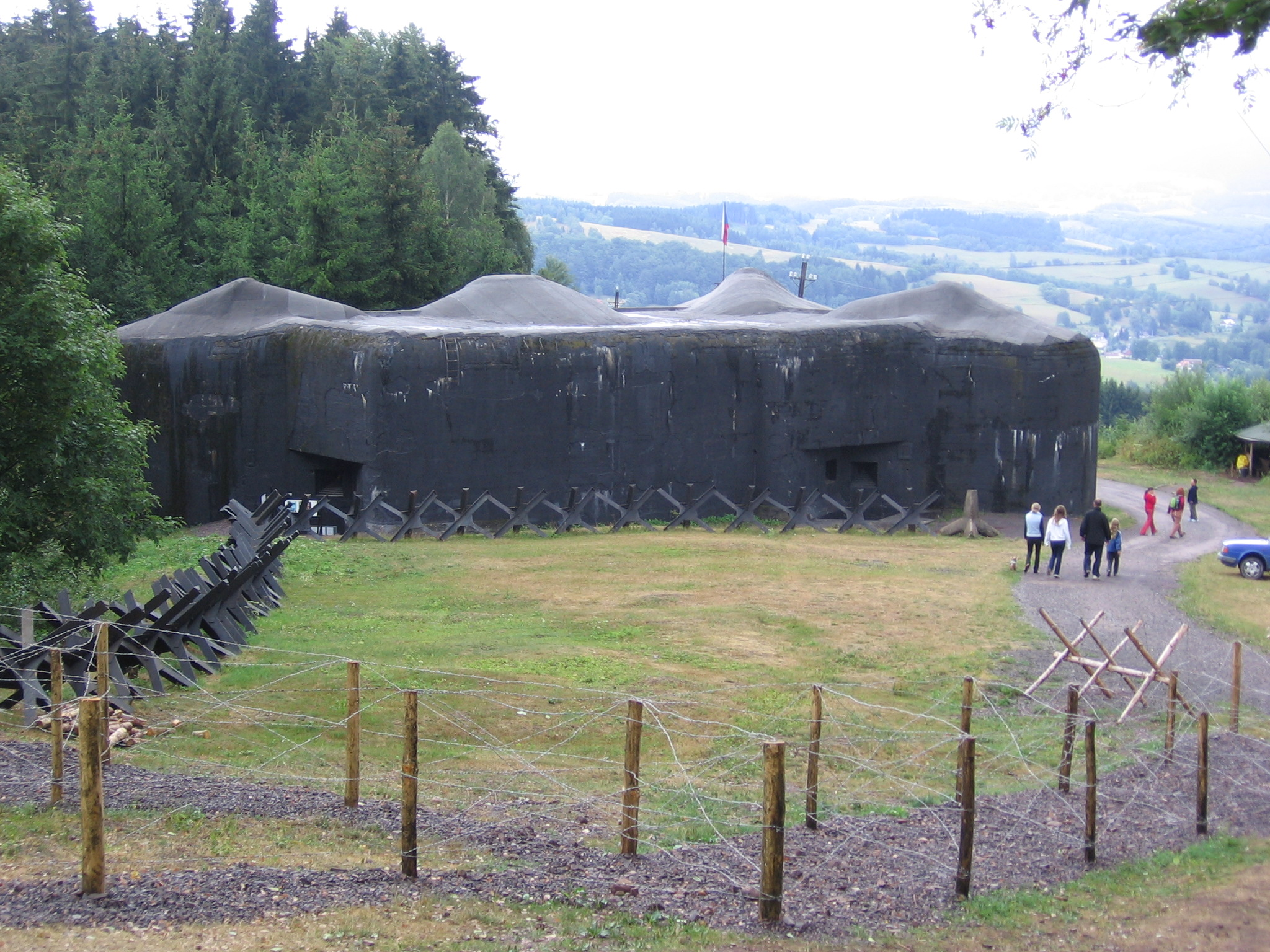
Casemate d'infanterie dite T-St-S 73 Polom

Les fortifications tchécoslovaques (en tchèque Československé opevnění) ou ligne Beneš, d'après le nom du président tchécoslovaque Edvard Beneš,  renvoient à un ensemble fortifié frontalier édifié par la Tchécoslovaquie entre 1935 et 1938, et dont la construction a été essentiellement motivée par la menace grandissante représentée par l'Allemagne nazie d'Adolf Hitler. 
Devant faire face au Reich, mais aussi à l'Autriche, la Hongrie et, dans une moindre mesure, à la Pologne, elles auraient dû couvrir une grande partie des quelque 2 000 kilomètres de frontières tchécoslovaques. En réalité, seuls les tronçons de la frontière germano-tchécoslovaque furent partiellement construits. La construction est arrêtée par la signature des accords de Munich, en 1938.
Cette ligne fortifiée avait une mission similaire à celle de la ligne Maginot en France : retarder l'ennemi (que ce soit l'Allemagne ou d'autres voisins comme la Hongrie) le temps que l'armée puisse être complètement mobilisée et permettre une défense efficace jusqu'à ce que les alliés (la France et, éventuellement, l'Union soviétique) interviennent.

## Contexte
La Tchécoslovaquie était un État né, au lendemain de la Première Guerre mondiale, du démantèlement de l'empire austro-hongrois, regroupant majoritairement deux peuples slaves de langue proche, les Tchèques et les Slovaques, ainsi que d'importantes minorités frontalières (allemands, polonais, hongrois...). Ces problèmes ethniques rendaient difficiles les relations du nouvel État avec ses voisins. D'autre part, d'un point de vue géopolitique, la Tchécoslovaquie, comme la Pologne voisine, rentrait dans le système d'alliance européen voulu par la France au lendemain de la Grande Guerre, afin de contenir l'Allemagne mais aussi créer un cordon sanitaire en Europe centrale face à l'URSS. Les liens avec la France furent d'ailleurs réaffirmés en 1924 par la signature d'un traité. L'arrivée au pouvoir d'Hitler en Allemagne en 1933 menaça progressivement le fragile équilibre régional issu des traités de 1919 et renforça les opinions pangermanistes en Allemagne.
Cette situation fit craindre une éventuelle agression allemande visant à annexer les régions frontalières occidentales à forte minorité germanique (dont les Sudètes). À cela s'ajoutent des revendications de la Hongrie, sous le gouvernement de Horthy, sur la Slovaquie, composante historique de l'ancien royaume de Hongrie, mais aussi de la Pologne de Piłsudski sur la région de Teschen. Face à ces menaces multiples, la Tchécoslovaquie décida au début des années 1930 l'érection d'un système fortifié. Le pays pouvait s'appuyer pour sa défense sur une série de massifs montagneux en Bohême-Moravie (Forêt de Bohême, Monts Métallifères, Sudètes, Monts des Géants). L'abandon de ces régions, par ailleurs riches et peuplées, aurait rendu impossible la défense du plateau tchèque, cœur économique du pays. La différence de démographie entre la Tchécoslovaquie et l'Allemagne (15 millions d'habitants contre 70 millions), vue comme la première menace potentielle planant sur l'intégrité territoriale, plaidait également pour l'édification de fortifications.

## Histoire

### Des origines à l'annexion allemande
Bien que certaines structures de défense de base fussent construites plus tôt, ce ne fut qu'après des conférences avec des militaires français sur leurs conceptions défensives que des travaux à grande échelle commencèrent. En août 1934, une délégation tchécoslovaque se rendit en France afin de visiter les fortifications du Nord de l'Alsace, du Rhin et des Alpes. En mai 1935, un stage de formation à destination d'officiers supérieurs tchécoslovaques fut organisé à Strasbourg, ponctué par la visite de deux ouvrages "Maginot", le Schiesseck et le Simserhof. Une mission militaire française permanente fut envoyée en Bohême afin de conseiller la commission qui s'occupait de l'organisation et de la construction des fortifications tchécoslovaques. Cette commission (Ředitelství opevňovacích prací (cs) ou ROP, traduisible par « Direction des travaux de fortification ») fut instituée le 20 mars 1935 et travailla à la mise en œuvre des plans puis des travaux de construction, ceux-ci furent échelonnés en quatre étapes suivant les priorités stratégiques de l'époque:
- 1936-1941 : création de fronts fortifiés puissants, au nord, face à l'Allemagne (Elbe et Oder). Au sud, face à la Hongrie, s'ajoutent des défenses sur le Danube ;
- 1941-1945 : extension du système avec des fortifications plus allégées en Slovaquie du Sud et à l'ouest en Bohème ;
- à partir de 1946 : fortification de la frontière austro-tchécoslovaque ;
- fortification de la frontière polono-tchécoslovaque.

L'aspect de ces fortifications se rapprochait beaucoup de ce qui s'était réalisé en France durant les sept dernières années. L'armée tchécoslovaque s'appuya ainsi sur l'expérience française, tout en développant des caractères originaux qui devaient pallier les insuffisances du modèle. L'apport français se limita au conseil technique. Les tchécoslovaques développèrent eux-mêmes l'armement des fortifications en s'appuyant sur leur important complexe industriel (le pays était alors la huitième puissance industrielle mondiale), dominé par l'entreprise Skoda. Cette dernière développa des projets de tourelles d'artillerie, mais qui demeuraient, en 1938, à l'état de test.
D'autre part, le financement fut assuré en totalité par l'État tchécoslovaque, qui s'appuya fortement sur une série de souscriptions nationales, organisée par la Rada pro opevňování (cs)
(RO) - traduisible par « Conseil de fortification » -, elle aussi créée le 20 mars 1935. Les travaux avançaient relativement vite, tant et si bien que dans la deuxième moitié de l'année 1938, 20 %  des ouvrages et casemates étaient réalisés ainsi que 70 % des fortifications légères, principalement dans le nord du pays. En mars 1938, l'Anschluss vint mettre à mal le succès représenté par l'avancement des travaux. Désormais, l'Allemagne, se retrouvant maîtresse de l'Autriche, menaçait également la Tchécoslovaquie par le sud-est.
Les accords de Munich, en septembre 1938, scellèrent le destin de la fortification tchécoslovaque. La France et le Royaume-Uni, peu désireuses de sauver par les armes le jeune régime d'Europe centrale, l'abandonnèrent sans tenir compte de l'avancement des travaux ou de la motivation de l'armée tchécoslovaque. Les accords virent l'abandon des lignes fortifiées réalisées au profit des Allemands, qui récupéraient l'essentiel des zones frontalières de Bohême-Moravie où elles étaient édifiées ou en cours d'édification. Ce furent ainsi 227 casemates (sur les 539 projetées), deux observatoires, plus de 10 000 blocs légers réalisés, auxquels vinrent s'ajouter cinq ouvrages (sur les quatorze planifiés) au gros-œuvre terminé mais à l'armement lourd absent (absence de tourelle d'artillerie), qui tombèrent, sans coup férir, aux mains du IIIe Reich. En mars 1939, avec la proclamation du protectorat de Bohême-Moravie, les Allemands récupérèrent l'armement qui avait été évacué des fortifications au moment de la crise des Sudètes.

### L'occupation allemande

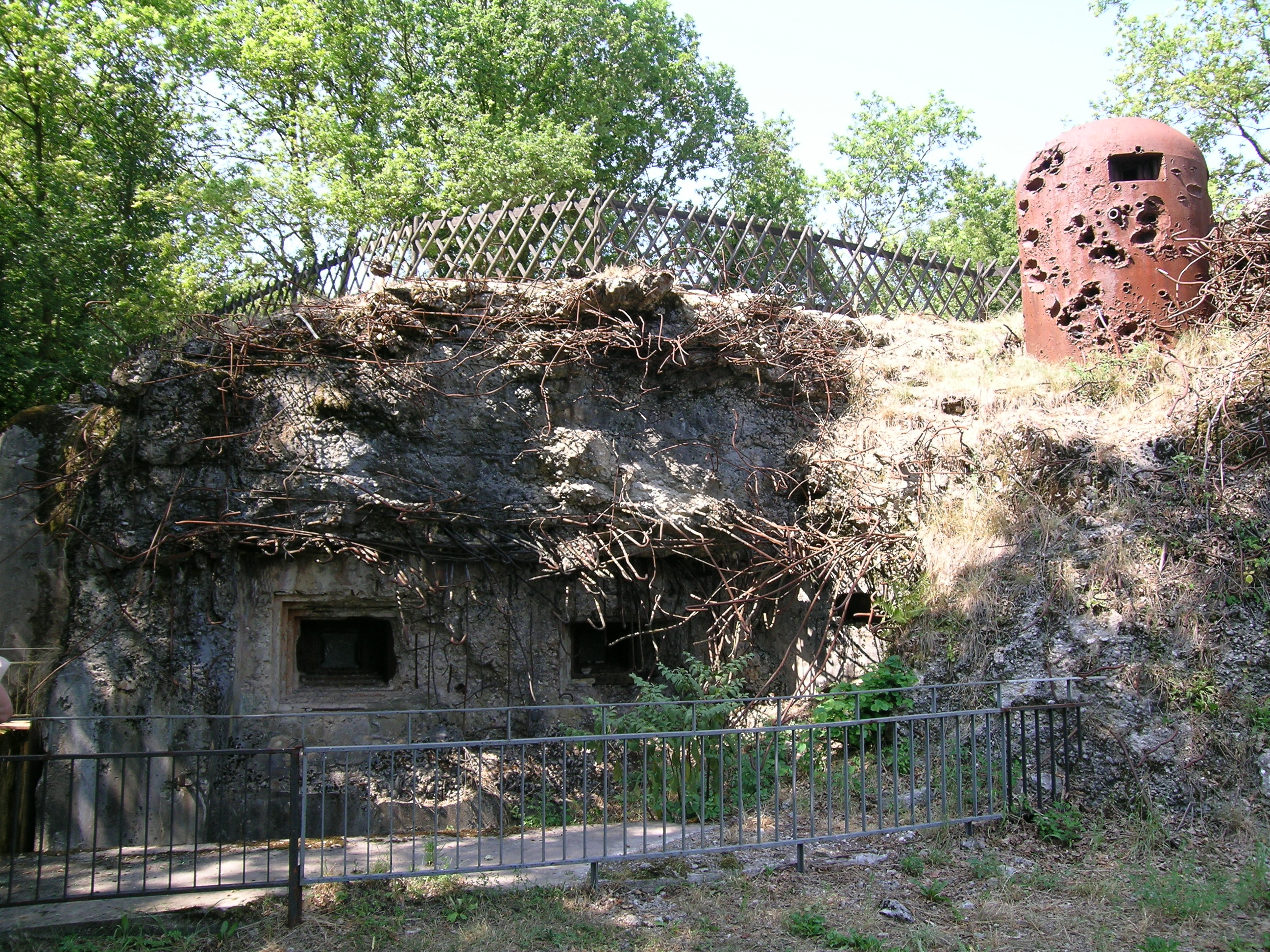
Un exemple de l'enseignement tchécoslovaque : l'utilisation de canons antiaériens contre un ouvrage de la ligne Maginot, en juin 1940, ici le bloc 2 de l'ouvrage du Bambesch (en 2006).

Bien qu'elles ne fussent pas terminées, les Allemands utilisèrent ces installations pour tester et développer de nouvelles armes et de nouvelles tactiques, pour planifier et préparer des exercices d'attaque en vue d'opérations contre les fortifications semblables du futur front ouest (France et Belgique notamment). Entre 1938 et 1940, sont ainsi essayées sur la ligne Beneš des attaques avec artillerie, charges creuses ou aviation. Les Allemands constatèrent l'échec de l'artillerie classique face au béton mais remarquèrent la grande vulnérabilité des arrières des blocs ou encore des cloches lors de l'utilisation de canons à tirs tendus et forte vitesse initiale (armes antichars et antiaériennes). Riches de ses enseignements, les Allemands utilisèrent des charges creuses pour neutraliser l'important fort belge d'Ében-Émael en mai 1940 ou se servirent de Flak pour neutraliser certains ouvrages de la ligne Maginot.
Après la campagne de France, les Allemands ont commencé à démanteler la ligne Beneš, à faire sauter les cuirassements, ou à les extraire avec les canons et les mitrailleuses pour finalement en installer certains sur le mur de l'Atlantique contre les Alliés.
Plus tardivement au cours de la guerre, avec l'effondrement du front à l'Est, les Allemands ont réparé à la hâte ce qu'ils pouvaient des fortifications, bien souvent en bouchant les embrasures originellement destinées au fût des canons ou des mitrailleuses, ne laissant qu'une petite ouverture pour une arme légère. La partie est-ouest de la ligne, qui s'étendait d'Ostrava à Opava, se trouve dans une vallée avec une pente escarpée au sud. Elle a été le théâtre de combats intenses. On ne sait pas combien de ces fortifications ont été vitales pour la défense allemande, mais on sait qu'elles ont causé une pause dans l'avance soviétique[réf. nécessaire].

## État actuel

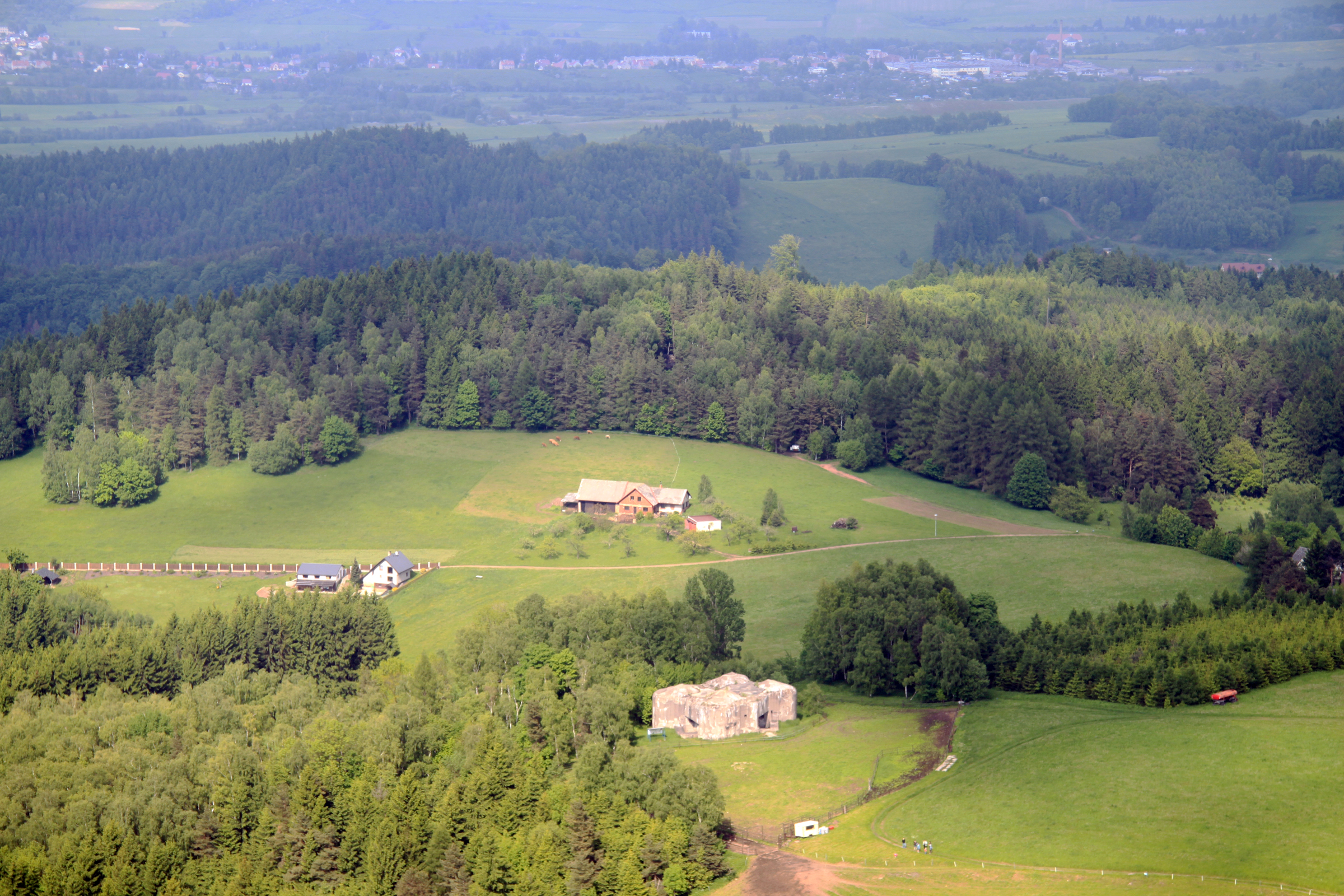
Un petit blockhaus près de Náchod.

Après la guerre, la ligne de fortification a encore été dépouillée de matériaux utiles, et ensuite murée. À ce jour, seuls deux ouvrages  continuent à être utilisés par l'armée de la république tchèque, pour le stockage de matériels militaires : Adam (cs) et Smolkov (cs).
Aujourd'hui, presque toutes les structures légères sont librement accessibles. Certains ensembles plus importants sont également accessibles, d'autres sont loués ou vendus à des amateurs. Un certain nombre a été transformé en musées et très peu en dépôts. Entre 1979 et 1993, le fort d'artillerie Hanička a fait l'objet de rénovations pour le transformer en un refuge moderne pour le ministère de l'Intérieur, mais l'idée a finalement été abandonnée en 1995. Un musée a été créé en lieu et place. Au cours de la Seconde Guerre mondiale, les Allemands avaient enlevé beaucoup de pièces blindées comme les cloches, les coupoles et les embrasures de la majorité des fortins et blockhaus. Certaines structures ont servi de cibles pour les essais d'obus perforants ou d'explosifs et ont été fortement endommagées. Dans la période de l'après guerre, bon nombre des parties blindées restantes ont été enlevées, à la suite de la perte de leur valeur stratégique, afin d'en récupérer l'acier.
Beaucoup de musées sont situés entre Ostrava et Opava, près de la frontière polonaise actuelle qui était la frontière allemande avant la Seconde Guerre mondiale. Parmi les ouvrages accessibles au public, se trouvent : Hůrka (cs), Bouda, Hanička (cs), Dobrošov (cs) ou encore le Stachelberg (en).

## Description

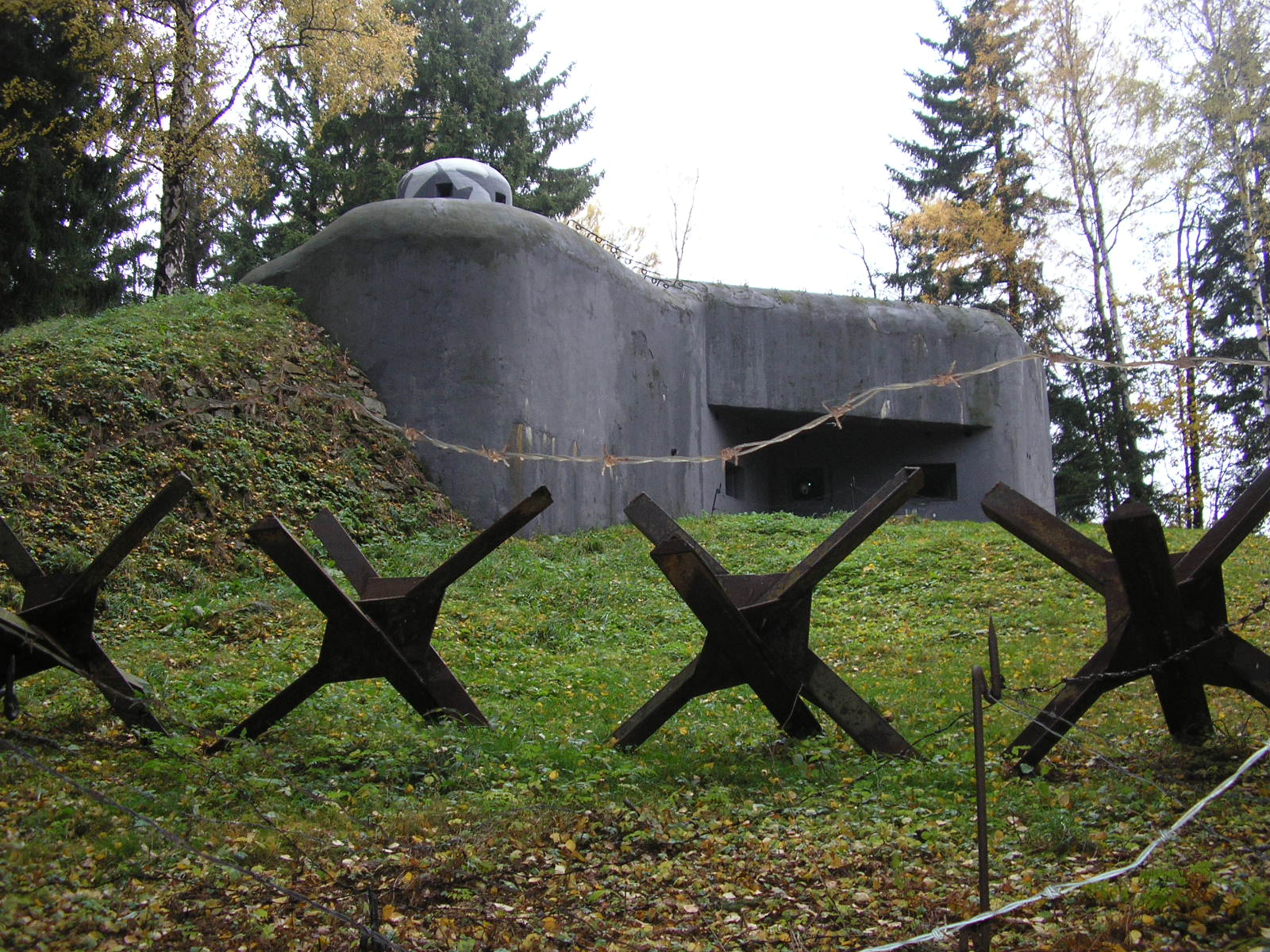
K-S 5 U potoka - Vue d'un bloc tchécoslovaque, une cloche et les embrasures d'une chambre de tir sont visibles. Au premier plan, des hérissons tchèques.

### Organisation externe
La philosophie de base de la conception a été une ligne de défense mutuelle, ce qui signifie que la majeure partie de la puissance de feu était dirigée latéralement par rapport à l'axe d'approche de l'ennemi. Le mur de toutes les fortifications, grandes et petites, devant faire face à l'ennemi, était le plus épais (béton armé), couvert de rochers puis de terre, de sorte que même les obus de gros calibre auraient perdu la plupart de leur énergie cinétique avant d'atteindre le béton. L'armement frontal était seulement constitué de mitrailleuses sous cloches, destinées à l'observation et à la défense contre l'infanterie.
Toutes les unités ennemies qui auraient essayé de passer entre les blockhaus auraient été arrêtées par des obstacles anti-chars, et anti-infanterie, et le feu des canons et des mitrailleuses. Quelques-uns des plus grands ouvrages devaient disposer de supports de tir indirects réalisés par des mortiers ou de canons lourds. Derrière les structures principales, il y avait 2 rangées de 4 à 7 petites casemates, avec une face frontale bien protégée, destinées, via des feux latéraux croisés, à stopper un ennemi qui aurait réussi à prendre ou à se poser sur le sommet du fort ou encore venant de l'arrière. La plupart des lignes ne comptaient que des casemates légères.

### Composants de la ligne
Les fortifications se composaient de « structures lourdes », ce qui signifie soit des casemates d'infanterie isolées, soit des forts d'artillerie (casemates d'infanterie et d'artillerie reliées, tourelles d'artillerie et de mortier, etc) similaires à celles de la ligne Maginot française, et « structures légères » (casemates), désignées vz.36 (modèle 36, le soi-disant type français) et le vz.37 (modèle 37) plus moderne, en plus d'un système d'obstacles (par exemple du fil barbelé, des hérissons tchèques, des fossés anti-chars, des murs, ainsi que des obstacles naturels).
Les ouvrages sont très similaires à ceux de la partie nord-est de la ligne Maginot, mais avec des améliorations substantielles (qui reflètent probablement l'expérience acquise par les sept ans de construction de la ligne française, commencée en 1928). Tout comme dans les casemates, l'extrémité des canons et des mitrailleuses était montée sur un système de rotule, ce qui améliorait la protection des tireurs et le maniement de l'arme. Les forteresses avaient un système de ventilation complet avec filtration de l'air, de sorte que même les attaques chimiques n'auraient pu affecter les défenseurs. Outre le réseau électrique, des moteurs diesel produisaient l'électricité nécessaire à un fonctionnement autonome.
Ces fortifications avaient également des toilettes et des lavabos (cependant, ces installations ont été conçues pour n'être utilisées que pendant le combat). Bien que d'apparence imposante et disposant de peu de murs intérieurs en béton, l'abri était divisé en plusieurs petites salles par des murs fait de briques et de mortier, avec un espace au niveau du plafond rempli de goudron de liège (la construction de quelques-unes de ces casemates a été arrêtée avant que les parois internes soient finies).
Les « structures légères » (casemates) étaient de simples abris avec une ou plus généralement deux cloches de mitrailleuses, munies d'un périscope d'observation rétractable, des goulottes lance-grenades (petit tube qui débouche à l'extérieur), une ventilation à commande manuelle, et une porte intérieure blindée disposée en baïonnette par rapport à la porte en acier extérieure. La mitrailleuse a été montée près de l'extrémité du canon, de sorte que le créneau était juste assez grand pour tirer et voir au travers, contrairement à la plupart des autres modèles où une grande ouverture est utilisée. Un lourd volet en acier pouvait être glissé vers le bas pour fermer rapidement le petit créneau offrant une protection supplémentaire.

### Protection et armement

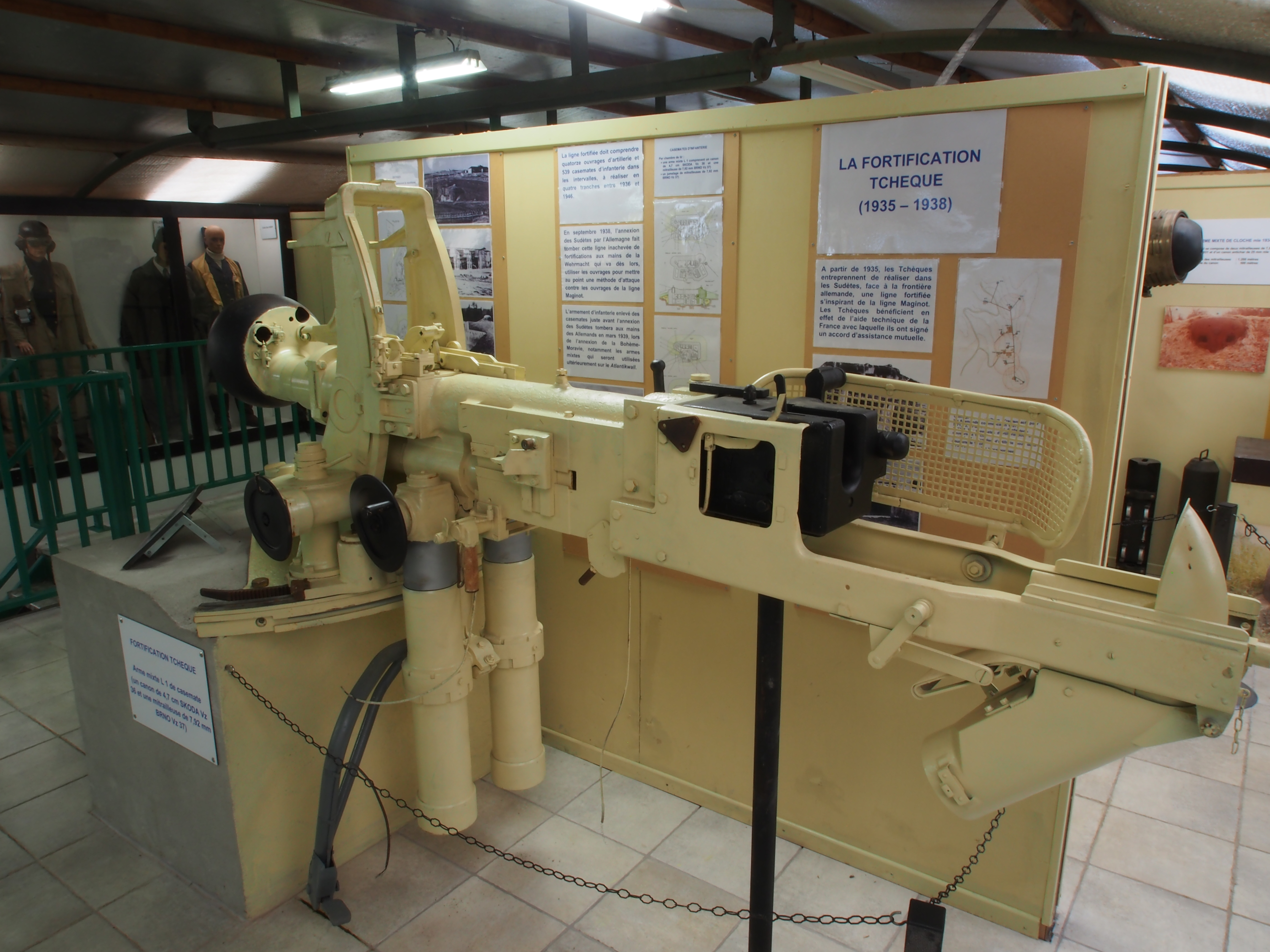
Arme mixte tchécoslovaque associant un canon antichar et une mitrailleuse (musée de l'ouvrage de Fermont).

À l'instar du modèle français, on retrouve en Tchécoslovaquie deux types d'installations pour les armes (d'infanterie ou d'artillerie), à savoir une protection sous casemate bétonnée ou sous cuirassement en acier (cloche ou tourelle). Aucune tourelle n'a été mise en place. Cependant, 381 cloches ont pu être installées, essentiellement destinées à l'observation et à la défense rapprochée.
L'armement d'infanterie utilisait des armes de campagne, montées sur affûts spéciaux pour permettre leur adaptation aux différentes protections fortifiées. On retrouve ainsi:
- la mitrailleuse modèle 37 (en) (calibre 7,9 mm - 5 à 700 coups par minute);
- le fusil-mitrailleur modèle 26 (calibre 7,9 mm - 550 par minute);
- la mitrailleuse austro-hongroise Schwartzlose, qui devait être remplacée par des modèles plus récents.

À cela s'ajoutait un armement spécifique à la fortification: l'arme mixte. Elle couple un canon antichar Skoda de 47 mm et une mitrailleuse Brno de 7,92 mm sur un même support. Montée en casemate, elle se retrouve souvent associée, au sein d'une chambre de tir, à un jumelage de mitrailleuses.
En matière d'artillerie, rien n'était en place en 1938, mais il existait des projets concernant des mortiers de 90 mm (semblables au 81 mm français), des obusiers de 105 mm  sous casemate et sous tourelle.